# NGC 1563
NGC 1563 je galaksija u zviježđu Eridanu.

## Vanjske poveznice
- SEDS: NGC 1563